# Minim
O minim (conhecido também como minimum) é uma medida de volume utilizada para indicar o conteúdo de alguns recipientes. Esta é a unidade mais diminuta do sistema imperial de medidas. O minim britânico é igual a 59,19388388 μl (microlitros) ou 0,05919388388 ml, e o minim estadunidense é igual a 61,6115199219 μl (microlitros) ou 0,0616115199219 ml

## Minim britânico ou imperial
Um minim britânico equivale a:
- 0,00208333346255790 onças líquidas britânicas
- 0,01666666666662 dracmas líquidos britânicos
- 0,05 escrópulos líquidos

## Minim estadunidense
Um minim estadunidense equivale a:
- 0,0020833333333342 onças líquidas estadunidenses
- 0,016666666666685 dracmas líquidos estadunidenses